# Sergej Ivanov (giocatore di calcio a 5)
Sergej Andreevič Ivanov (in russo Сергей Андреевич Иванов?; Leningrado, 9 ottobre 1978) è un ex giocatore di calcio a 5 russo.

## Carriera
Primatista di reti del campionato russo, il 18 gennaio del 2015 ha segnato il suo cinquecentesimo gol. È stato inoltre capocannoniere di due edizioni della Superliga (2001-02 e 2002-03) nonché della Coppa UEFA 2004-05. Con la nazionale russa ha disputato tre campionati europei, vincendo una medaglia di bronzo e una d'argento.

## Palmarès

### Competizioni nazionali
- Campionato russo: 4
Noril'sk Nickel: 2001-02
Dinamo Mosca: 2003-04, 2004-05, 2007-08
- Coppa di Russia: 5
Dinamo Mosca: 2003-04, 2004-05, 2007-08, 2008-09, 2009-10